# En kvinna bland män
En kvinna bland män är en amerikansk film i regi av Raoul Walsh som hade premiär 1941.

## Handling
Efter en olycka får elarbetaren Hank sluta arbeta på fältet och bli förman. Den gamle arbetaren "Pop" Duval dör i en isstorm och hans dotter Fay som är värdinna på en nattklubb gifter sig med Hank, trots att hon inte älskar honom. Snart visar hon sig mer intresserad av Hanks vän och kollega Johnny.

## Rollista
- Edward G. Robinson - Hank 'Gimpy' McHenry
- Marlene Dietrich - Fay Duval
- George Raft - Johnny Marshall
- Alan Hale - Jumbo Wells
- Frank McHugh - Omaha
- Eve Arden - Dolly
- Barton MacLane - Smiley Quinn
- Ward Bond - Eddie Adams
- Walter Catlett - Sidney Whipple
- Joyce Compton - Scarlett
- Egon Brecher - Antoine "Pop" Duval